# نبيل بن سلامة
نبيل بن سلامة 1960 وزير الكهرباء والماء ووزير المواصلات الكويتي السابق، ما بين عامي 2009 - 2011.

## السيرة الذاتية
المهندس نبيل خلف سعيد بن سلامة ولد في 5 يونيو 1960 حاصل على بكالوريوس هندسة إلكترونية من جامعة دايتون بولاية أوهايو الأمريكية - 1984 ، متزوج ولدية بنتان وأربعة أولاد ، تدرج بالمناصب الوظيفية بوزارة المواصلات حتى استقال منها نهاية عام 2005 م.

## مناصبه
- 2004م-2005م وكيل وزارة مساعد لقطاع الاتصالات الذي ضم الشبكة المحلية والدولية.
- 1996م-2004م وكيل وزارة مساعد لقطاع الاتصالات الدولية.
- 1994م-1996م رئيس مهندسين لقطاع خدمات الاتصالات.
- 1992م-1994م مدير إدارة الاتصالات المحلية.
- 1988م-1992م مراقب شبكات الربط.
- 1987م-1988م مهندس مشاريع المقاسم.

## اشترك بعدة لجان وفرق عمل أهمها
- 1998م-2005م رئيس لجنة الإعداد للخطة الوطنية للترقيم.
- 1998م-2005م رئيس لجنة خدمات شركات الاتصالات المتنقلة.
- 1996م-2005م عضو اللجنة العليا لإدارة الأزمات برئاسة وزير الداخلية.
- 1994م-2005م عضو اللجنة الفنية لتعرفه الاتصالات بجامعة الدول العربية.
- 1996م-2004م عضو مفوض في منظمة الإنتلسات الدولية.
- 1988م-2005م رئيس فريق الطوارئ ب وزارة المواصلات.
- 2000م رئيس لجنة الألفية.
- 1990م عضو لجنة إعادة الإعمار.
- في عام 1997 م تولى منصب مديرا عاما بشركة الوطنية للاتصالات وعضو مجلس إدارة .
- بعد استقالته من الوزارة عمل كرئيس تنفيذي لشركة بوستا بلس للبريد والخدمات المساندة حتى تمت تسميته وزيرا للكهرباء والماء ووزير للمواصلات في 12 يناير 2009 م.

## وصلات خارجية
- نبيل خلف سعيد بن سلامة